# Lars-Olof Larsson (konstvetare)
Lars-Olof Larsson, född 1938 i Västerås, är en svensk-tysk konstvetare.
Lars-Olof Larsson studerade konsthistoria, tyska och jämförande litteraturvetenskap vid Stockholms universitet, Freie Universität i Berlin och Wiens universitet. Han disputerade i konsthistoria på Stockholms universitet 1967 med en avhandling om Adriaen de Vries.
Han har tjänstgjort som lärare vid Stockholms universitet och Göteborgs universitet och var mellan 1980 och 2003 professor i konsthistoria vid Christian Albrechts-Universität i Kiel. Han har forskat om nederländsk och tysk konst från 1500- och 1600-talen, om skandinaviskt måleri från sekelskiftet 1800/1900 och om tysk och svensk arkitektur från första hälften av 1900-talet.